# Mario Kart: Super Circuit
Mario Kart: Super Circuit, chamado no Japão de Mario Kart Advance (マリオカートアドバンス, Mario Kāto Adobansu), é um jogo eletrônico de corrida desenvolvido pela Intelligent Systems e publicado pela Nintendo para o GameBoy Advance em 2001. É o terceiro jogo da série Mario Kart e o primeiro a ser lançado para um console portátil. O jogo é o 4 jogo mais vendido do GameBoy Advance e o jogo da franquia Mario mais vendido do GameBoy Advance.
Cada jogador escolhe um entre oito personagens da série Mario para disputarem corrida em diversas pistas, podendo usar itens, como Supercogumelos, para ajudar a vencer a corrida. Esse jogo marca o fim do antigo sistema de direção de arte pré-renderizada da Série Mario para entrar o novo em vigor a partir de Luigi’s Mansion para Nintendo GameCube, lançado no mesmo ano.
O título fez parte do pacote de vinte jogos disponibilizados gratuitamente aos "embaixadores" do Nintendo 3DS, que haviam comprado o console antes do corte de preço, e pôde ser baixado, exclusivamente por eles, a partir de 16 de dezembro de 2011. Entrou no Virtual Console do Wii U em 2014, e em 2023 foi lançado para o Nintendo Switch em seu serviço online GameBoy Advance - Nintendo Switch Online: Pacote de Expansão.

## Jogabilidade
A jogabilidade do jogo é quase a mesma do Super Mario Kart, lançado para o Super Nintendo, o jogador controla um dos oito personagens da franquia Mario dirigindo em kart em pistas inspiradas em lugares presentes em jogos da franquia Mario. Ao longo das pistas existem algumas caixas com pontos de interrogação, por meio delas que os jogadores ganharam itens que podem ajudar a vencer a corrida, seja para parar o jogador que esta na sua frente, ter mais velocidade ou prejudicar jogadores que estão atras de você, apesar de você poder ser acertado acidentalmente ou intencionalmente por esses itens, visto que os inimigos podem pegar esses itens por essas caixas. Também ao longo das pistas, existem algumas moedas espalhadas pela pistas, coletando elas fazem o kart ter uma velocidade máxima maior do que o kart poderia ter.

### Modos de Jogo
Mario Kart Super Circuit tem 5 modos de jogo:
- Grand Prix: Nesse modo, um ou dois jogadores competem contra a CPU em uma das 5 copas (Além de uma extra) presentes no jogo, sendo elas a Mushroom Cup, Flower Cup, Lightning Cup, Star Cup, Special Cup e a Extra Cup (se tiver coletado 100 moedas e apos vencer a Special Cup). Nesse modo, as copas tem 3 níveis de dificuldade, sendo 50cc, 100cc e 150cc, variando apenas na questão da velocidade dos Karts e em itens que as CPU podem usar no jogador. Ao final de cada corrida é mostrada a pontuação e ao final da copa aparece o tempo completado nas pistas, sua posição final e seus pontos e as moedas totais que foram coletadas durante a corrida.
- Time Trial: Nesse modo, o jogador tenta fazer seu melhor tempo na pista sem nenhum adversário físico e com o Trio de Cogumelhos como itens para conseguir ser mais rápido na pista. Ao conseguir fazer um melhor tempo, um Fantasma no percurso que foi feito o melhor tempo. Esse fantasma nada mais é do que os dados salvos do seu melhor tempo e toda vez que o jogador volta a jogar nessa pista, o fantasma aparece como uma espécie de memoria, incentivando o jogador a continuar a bater seu melhor tempo. Caso o jogador jogue usando o Cabo GameLink, o fantasma de outros jogadores podem ser transferidos para o seu jogo, com o mesmo pensamento. Esse fantasma não atrapalha seu jogador fisicamente (ou seja, não joga itens ou bate no seu Kart).
- Quick Run: Exclusivo para o modo para Um jogador, permite que o jogador corra em qualquer pista que desbloquearam sem nenhuma regra ou restrição, podendo alterar o numero de voltas, a dificuldade, a velocidade, as moedas e as caixas de itens.
- VS Mode:  Exclusivo para o Modo Multiplayer, é o modo Quick Run, sendo a diferença a utilização de Yoshi com cores diferentes para correr nas pistas, as pistas sendo somente as presentes no Super Mario Kart.
- Battle Mode: Exclusivo no Modo Multiplayer, Os jogadores competem entre si para estourarem os balões (que são suas vidas) usando itens, caso perca todos os balões, o jogador se transforma em Bob-omb que serve apenas para atrapalhar os jogadores que ainda estão com vida.

### Personagens e Suas Classes
O jogo contem 8 personagens e suas classes se dividem Lightweight, Middleweight e Heavyweight:
| Nome dos Personagens | Estatisticas do Personagem (numero representa as estrelas) | Classe do Personagem |
| --- | ---------------------------------------------------------- | -------------------- |
| Mario | Speed: 3 Weight: 3                                         | Middleweight         |
| Luigi | Speed: 3 Weight: 3                                         | Middleweight         |
| Peach | Speed: 5 Weight: 1                                         | Lightweight          |
| Toad | Speed: 5 Weight: 1                                         | Lightweight          |
| Yoshi Yoshi Vermelho (Exclusivo para o Jogador 2) Yoshi Azul-Claro (Exclusivo para o Jogador 3) Yoshi Amarelo (Exclusivo para o Jogador 4) | Speed: 4 Weight: 2                                         | Lightweight          |
| DK (Donkey Kong) | Speed: 2 Weight: 4                                         | Heavyweight          |
| Wario | Speed: 2 Weight: 4                                         | Heavyweight          |
| Bowser | Speed: 1 Weight: 5                                         | Heavyweight          |

(Credits: Mario Wiki)

## Recepção e vendas
O jogo foi aclamado pela critica na época, No Metacritic ficou com uma media 93, a IGN deu nota 9.5/10 exaltando o fato de darem mais um tempo para o desenvolvimento do jogo fez a diferença no final das contas, a GameSpot de nota 8.2/10 destacando o fato do jogo ser mais um remake de Super Mario Kart do que um Mario Kart novo.
O jogo vendeu no mundo todo a 5.91 milhões de copias, sendo 4 jogo mais vendido para o console, o jogo da franquia Mario Mais vendido do GBA. Apesar de impressionantes, no ranking geral de vendas da franquia Mario Kart, o jogo é dos jogos grande da franquia, o Mario Kart menos vendido de todos, contando os outros jogos o jogo só fica a frente de Mario Kart Live: Home Circuit e Mario Kart Tour.